# Judas Maccabaeus (Händel)

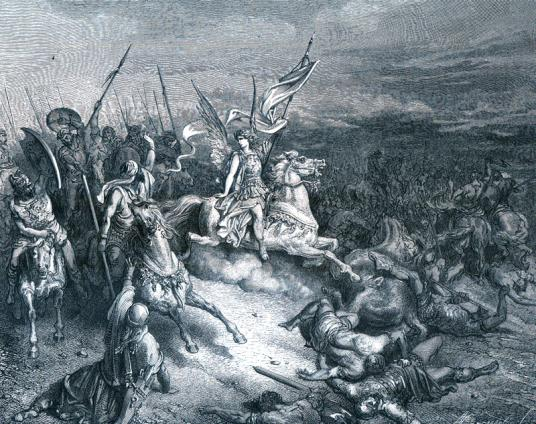
Judas Mackabaios seger över Seleukiderna. Träsnitt av Gustave Doré.

Judas Maccabaeus (HWV 63) är ett oratorium i tre akter av Georg Friedrich Händel.

## Bakgrund
Under barocken, särskilt av monarker som själva ledde sina trupper, sågs Judas Maccabaeus som råmodellen för en stor nationell extremt segerrik hjälte, då han beskrivs som sådan i bibelns Första Mackabeerboken och Andra Mackabeerboken. Därför var han ett väldigt populärt tema och förekommer i en mängd hyllningsverk.
Den politiska kontexten är jakobiterupproret 1745. Händel komponerade Occasional Oratorio 1746 för att sporra engelsmännen. Efter de brittiska styrkornas framgångar vid slaget vid Culloden påbörjade han ett nytt verk, för att hedra den segerrike Vilhelm August, hertig av Cumberland, som han dedicerade denne med texten: "Truly Wise, Valiant, and Virtuous Commander" ("Den i sanning kloke, djärve och dygdige befälhavaren") i librettot.
Det första framförandet ägde rum den 1 april 1747 på Covent Garden och Judas Maccabaeus blev ett av Händels mest framförda oratorier och det mest populära efter Messias.

## Orkestrering
- 2 blockflöjter
- 2 traverser
- 2 oboer
- 2 fagotter
- 2 valthorn
- 3 trumpeter
- timpani
- 3 violiner
- viola
- cello
- kontrabas
- orgel
- cembalo

De första takterna:

## Libretto
Thomas Morell baserade librettot på den apokryfiska Första Mackabeerboken och lade till texter från Antiquitates Judaicae av Josefus. Georg Gottfried Gervinus översatte librettot till tyska.

## Roller
- Judas Maccabaeus (tenor)
- Simon, hans bror (bas)
- Israelitisk kvinna (sopran)
- Israelitisk man (mezzo-sopran)
- Eupolemus, den judiske ambassadören till Rom (alt)
- Förste budbäraren (alt)
- Andre budbäraren (bas)
- Kör av israeliter
- Kör av ungdomar
- Kör av jungfrur

Sångare i originaluppsättningen 1747:
- Judas: John Beard
- Israelitisk man: Caterina Galli
- Israelitisk kvinna: Elisabetta de Gambarini
- Simon, Judas bror: Thomas Reinhold
- Eupolemus, judisk ambassadören till Rom: Thomas Reinhold

## See, the conqu'ring hero comes!
Det mycket kända stycket "See, the conqu'ring hero comes!" skrevs ursprungligen för Joshua (HWV 64) men till följd av styckets popularitet valde Händel att i efterhand införa stycket som en del av Judas Maccabaeus. Verket ingår också i Henry Woods arrangemang Fantasia on British sea songs, som länge var en årligt återkommande del av Last Night of the Proms. I Sverige sjungs det ofta i adventstid under titeln "Dotter Sion, fröjda dig!" och finns som nr 17 i Den svenska psalmboken med texten "Ge Jesus äran".